# NASDAQ
A NASDAQ (teljes nevén a National Association of Securities Dealers Automated Quotations, magyarul az Értékpapírkereskedők Országos Szövetségének Automatikus Adás-Vételi Rendszere), vagy más elnevezéssel a NASDAQ részvénypiac egy részvénytőzsde az Amerikai Egyesült Államokban. A NASDAQ a második legnagyobb elektronikus részvénykereskedelmi rendszer az Egyesült Államokban és a világban piaci kapitalizációja és kereskedelmének volumene alapján. A kereskedési platformot a The NASDAQ OMX Group birtokolja, melynek az OMX részvénypiaci hálózat szintén a tulajdonában áll, valamint számos más részvény és határidős tőzsde is az Egyesült Államokban. Mintegy 3800 cég papírjai forognak itt, és a kereskedelem volumene itt a legnagyobb az egész világon.

## Története
1972-ben a NASDAQ a National Association of Securities Dealers Automated Quotations, azaz az Értékpapírkereskedők Országos Szövetségének Automatikus Adás-Vételi Rendszereként jött létre. A NASDAQ-ot 1971-ben alapította az Értékpapírkereskedők Országos Szövetsége, melynek elnevezése 2000 és 2001 során változott NASDAQ-ra. A NASDAQ tulajdonosa és üzemeltetője is egyben a The NASDAQ OMX Group, melynek részvényeivel a saját tulajdonú részvénypiacon 2002. július másodika óta lehet kereskedni az NDAQ tőzsdei név alatt.
Mikor a NASDAQ piacán elkezdődött a kereskedés 1971. február 8-án ez volt az első elektronikus részvénypiac. Ez elsősorban egy automatikus adásvételi rendszer volt és ekkoriban még nem volt biztosított a tényleges elektronikus kereskedési rendszer. A NASDAQ-nak köszönhető, hogy az úgy nevezett spread-ek (a részvények eladási és vételi árai közti különbség) alacsonyabb lett, amely miatt a brókercégek körében eleinte nem volt igazán népszerű kereskedési platform, mivel ezen cégek fő bevételi forrásai a spreadekből folytak be.
A NASDAQ 2000-ben rövid időre 5000 pont fölé emelkedett, amelyet legközelebb csak 2015. március másodikán ért el újra főleg a technológiai részvények árfolyam emelkedése miatt.

## Fordítás
- Ez a szócikk részben vagy egészben  a   NASDAQ című angol Wikipédia-szócikk ezen változatának fordításán alapul.  Az eredeti cikk szerkesztőit annak laptörténete sorolja fel. Ez a jelzés csupán a megfogalmazás eredetét és a szerzői jogokat jelzi, nem szolgál a cikkben szereplő információk forrásmegjelöléseként.